# WTA Hyderabad
Das WTA Hyderabad war ein WTA-Tennisturnier, das in der indischen Stadt Hyderabad ausgetragen wurde. 
Nachfolger war das Damenturnier WTA Bangalore.

## Siegerliste

### Einzel
| Jahr | Siegerin            | Finalgegnerin     | Ergebnis      |
| ---- | ------------------- | ----------------- | ------------- |
| 2003 | Tamarine Tanasugarn | Iroda Toʻlaganova | 6:4, 6:4      |
| 2004 | Nicole Pratt        | Marija Kirilenko  | 7:63, 6:1     |
| 2005 | Sania Mirza         | Aljona Bondarenko | 6:4, 5:7, 6:3 |

### Doppel
| Jahr | Siegerinnen                         | Finalgegnerinnen                         | Ergebnis  |
| ---- | ----------------------------------- | ---------------------------------------- | --------- |
| 2003 | Jelena Lichowzewa Iroda Toʻlaganova | Jewgenija Kulikowskaja Tazzjana Putschak | 6:4, 6:4  |
| 2004 | Liezel Huber Sania Mirza            | Li Ting Sun Tiantian                     | 7:61, 6:4 |
| 2005 | Yan Zi Zheng Jie                    | Li Ting Sun Tiantian                     | 6:4, 6:1  |